# Улица Дудко
Улица Дудко́ — улица в Невском районе Санкт-Петербурга, ограничена проспектом Обуховской Обороны и улицей Седова. Сквозной проезд на участке от проспекта Обуховской Обороны до улицы Бабушкина отсутствует.

## История
Названа в честь Героя Советского Союза танкиста Ф. М. Дудко (1911—1940). В августе 1940 года Александровский проспект был переименован в проспект Дудко. В 1956 года в него был включён бывший Александровский переулок. С мая 1965 года — улица Дудко.

## Пересечения
Пересекает следующие улицы:
- улица Бабушкина

## Достопримечательности
- Пролетарский завод (дом 3)
- ЦНИИ судового машиностроения (дом 3)
- Военный госпиталь МВД России
- Учебное пособие «Паровоз»
- Британско-американская церковь при Александровском главном механическом заводе. Построена в 1901 году. Выявленный памятник.
- Дом 3, литера Ч — трёхэтажное краснокирпичное здание, 1889, построено для Александровского чугунолитейного завода[2].
- Дом 3, литеры ВД, АЦ, АД, АВ, Ю, Н — корпуса Александровского чугунолитейного завода[2].